# Tô Tần
Tô Tần (chữ Hán: 蘇秦; 382—284 TCN), tên tự là Quý Tử (季子), là một trong những đại diện tiêu biểu của Tung Hoành gia cùng với Trương Nghi thời Chiến Quốc trong lịch sử Trung Quốc.

## Niên đại

### Trong Sử ký
Trong Sử ký Tư Mã Thiên chép thời gian hoạt động của Tô Tần khoảng cuối thế kỷ 4 TCN, xuất hiện trước, hoạt động trong cùng một thời gian và mất trước Trương Nghi – đối thủ chủ xướng kế sách liên hoành. Ông là học trò của Quỷ Cốc Tử, đã từng thất bại trong việc di du thuyết và bị người nhà coi thường, qua 1 năm nữa cố công học quyển Âm phù sách của nhà Chu, lần lượt đi du thuyết Chu Hiển Vương, Tần Huệ Văn vương không thành công, bèn trở về phía đông du thuyết Yên Văn hầu, Triệu Túc hầu, Ngụy Huệ vương, Tề Tuyên vương, Sở Uy vương. Kết quả, sáu nước hợp tung và cùng chung sức chống nước Tần. Tô Tần là người cầm đầu hợp tung, kiêm là tể tướng sáu nước.
Trong quá trình thực hiện hợp tung, để ngăn chặn việc nước Tần đánh Triệu sẽ hỏng kế sách của mình, Tô Tần đã dùng mưu mẹo kích động người bạn giỏi du thuyết Trương Nghi đi sang nước Tần làm quan để khuyên vua Tần không đánh nước Triệu, khiến kế sách của ông được thực hiện thành công.
Sau khi việc hợp tung 6 nước hoàn thành, nước Tần không mang quân đi đánh các nước khác trong vòng 15 năm. Nhưng về sau các nước vì lợi của nước mình mà phá minh ước đem quân đi đánh lẫn nhau. Tô Tần liên tục qua các nước để du thuyết khuyên các nước bãi binh trả lại thành trì cho nhau. Dần dần việc hợp tung bị phá vỡ.
Thời Yên Dịch vương, Tô Tần ở nước Yên được trọng đãi. Ông tư thông với thái hậu mẹ Dịch vương, vợ Văn hầu, sợ bị giết bèn sang nước Tề. Ở nước Tề, Tô Tần bị các đại phu nước Tề ghét, tranh giành sự tin yêu của Tề Mẫn vương nên sai người đâm Tô Tần. Tô Tần bị thương nặng. Vua Tề tìm hung thủ nhưng không bắt được. Đến lúc gần chết Tô Tần nói với Tề Vương:
Thần chết xin dùng xe xé xác thần mà rao ở chợ: "Tô Tần vì Yên mà làm loạn ở Tề". Như thế thì thế nào cũng bắt được hung thủ giết thần.
Tô Tần nói vậy nhằm mục đích khiến mọi người tưởng Tô Tần là kẻ có tội bị vua Tề ghét, kẻ giết Tô Tần sẽ lộ diện. Vua Tề làm theo. Quả nhiên người giết Tô Tần tự ra nhận. Tề Mẫn Vương bèn bắt hung thủ mang chém.
Sau khi Tô Tần chết, các em ông là Tô Đại và Tô Lệ định đi duy trì việc hợp tung. Tuy việc hợp tung không được như trước nhưng Tô Đại và Tô Lệ đều làm quan và được coi trọng ở các chư hầu phía đông.

### Trong sử sách hiện đại
Tuy nhiên, các sử gia ngày nay đã kết luận rằng ghi chép trong Sử ký về Tô Tần là lầm lẫn. Giới sử học hiện đại căn cứ theo kết quả khảo cổ vào cuối năm 1973 trong một ngôi mộ cổ thời Hán ở Mã Vương Đôi tại Trường Sa (Hồ Nam) cho thấy hoạt động của Tô Tần vào đầu thế kỷ 3 TCN, thời Yên Chiêu vương và Tề Mẫn vương.
Sử ký chép rằng ông bạn học với Trương Nghi và chết trước Trương Nghi, tuy nhiên theo các sử gia hiện đại thì Trương Nghi đã mất trước khi Tô Tần xuất hiện trên chính trường khoảng 20 năm.
Các sử gia hiện đại xác định rằng Tô Tần đi phát động hợp tung là sự kế tục Công Tôn Diễn, cũng bắt đầu từ nước Yên, nhưng là thời Yên Chiêu vương – sau khi nước Yên bị Tề Mẫn vương tàn phá.
Năm 288 TCN, Tần và Tề là 2 chư hầu lớn nhất đương thời. Tần Chiêu Tương vương định ước cùng Tề Mẫn vương xưng đế. Hai bên giao ước vua Tần xưng làm Tây Đế, vua Tề xưng làm Đông Đế, và cùng mang quân tấn công nước Triệu.
Tô Tần với tư thế của người giúp Yên Chiêu vương – vị vua muốn báo thù nước Tề, muốn làm yếu nước Tề trước hết phải phá việc liên hoành giữa Tề và Tần, ngăn cản hai nước xưng đế.
Tô Tần bèn sang nước Tề, gặp Tề Mẫn vương, thuyết phục vua Tề hãy bỏ đế hiệu và chinh phạt nước Tống. Ý định của ông là: 2 nước Yên, Triệu nằm ở phía bắc nước Tề, còn nước Tống ở phía nam, nếu Tề đánh Tống thì sẽ bớt áp lực quân sự về phía bắc cho Yên và Triệu. Riêng nước Tống nằm giữa 3 nước Tề, Sở và Ngụy, nếu Tề đánh Tống thì Ngụy và Sở sẽ can thiệp, còn Tần cũng muốn chiếm Tống; do đó vì Tề đánh Tống thì sẽ khiến liên minh Tề và Tần tan vỡ.
Tô Tần chỉ ra cho vua Tề thấy rằng nếu cùng xưng đế với Tần thì các nước chỉ tôn trọng Tần mà không tôn trọng Tề, nếu bỏ đế hiệu thì các nước sẽ cảm tình với Tề mà ghét Tần, vì vậy vua Tề quyết định bỏ đế hiệu. Giữa đánh Triệu và đánh Tống, ông cũng cho vua Tề thấy Tống yếu Triệu mạnh, do đó đánh Tống dễ thành công hơn là đánh Triệu. Sau khi vua Tề bỏ đế hiệu, vua Tần cũng buộc phải bỏ đế hiệu vào tháng 12 năm 288 TCN.
Sau khi phá vỡ mối liên hoành Tề và Tần, Tô Tần tiếp tục đi du thuyết các nước Yên, Tề, Triệu, Ngụy, Hàn, tích cực liên hệ với Phụng Dương quân Lý Đoái, Mạnh Thường quân Điền Văn, Hàng Mận, Chu Tới, Hàn Dư Vi là các đại thần ở các nước này để đẩy mạnh việc hợp tung.
Tề Mẫn vương muốn tham gia hợp tung chống Tần để làm Tần yếu đi khiến mình có thể dễ dàng chiếm Tống. Triệu nằm giữa Tần và Tề mạnh, rất sợ liên minh của hai nước này, nên tìm cách liên hệ với nước Tề phía đông để làm yếu Tần. Nắm quyền nước Triệu khi đó là Phụng Dương quân Lý Đoái. Lý Đoái là người thân Tề nên rất tán thành hợp tung.
Hàn và Ngụy nằm giáp với Tần, khi thấy Tề và Triệu liên minh thì họ muốn tham gia. Nước Yên vì lợi ích của nước nhỏ cũng phải tham gia liên minh. Kết quả năm 287 TCN, 5 nước Yên, Tề, Triệu, Hàn, Ngụy cùng hợp tung.
Tuy nhiên, liên quân 5 nước họp tại giữa Huỳnh Dương và Thành Cao, chưa phát động tấn công Tần thì giải tán. Chỉ có quân Tề nhân cơ hội đó xua quân đánh Tống, bắt giết Kiệt Tống và tiêu diệt nước Tống vào năm 286 TCN. Việc đánh Tần tuy không thành công, nhưng Tô Tần đã đạt được mục đích ly gián liên minh "liên hoành" giữa Tề và Tần.
Kết cục của Tô Tần được các sử gia thống nhất với Sử ký: ông bị ám sát tại nước Tề vào thời Tề Mẫn vương. Tề vương sai dùng xe xé xác ông và rao tội trạng theo kế ông dặn lại để tìm ra thủ phạm giết ông.
Việc Tề Mẫn vương đánh chiếm nước Tống, khuếch trương sức mạnh khiến các nước khác hoảng sợ, họ liên hợp với nước Yên cùng đánh Tề vào năm 285 TCN. Tề Mẫn vương không chống nổi liên quân các nước, thua chạy và bị giết vào năm 284 TCN.
Căn cứ vào hoạt động của Tô Tần, các sử gia hiện đại kết luận rằng ông là đại biểu của kế sách hợp tung, nhưng kỳ thực những việc làm của ông nhằm vào chống Tề hơn là chống Tần.
Trước đây Tô Tần được xem là người đầu tiên đề xướng và thực hiện việc hợp tung, nhưng các sử gia hiện đại xác định ông chỉ là một đại diện tiêu biểu, kế tục Công Tôn Diễn

## Trong Đông Chu liệt quốc
Trong tiểu thuyết Đông Chu liệt quốc của Phùng Mộng Long, Tô Tần được mô tả khá gần với Sử ký. Những đoạn quan trọng về Tô Tần là đưa Trương Nghi sang Tần, du thuyết các chư hầu, làm tung ước trưởng và tướng quốc 6 nước chư hầu Sơn Đông.

## Nhận định
Trong Sử ký, Tư Mã Thiên có nhận xét về ông:
"Tô Tần nổi dậy từ chốn làng xóm, hợp tung sáu nước. Điều đó chứng tỏ tri thức của ông ta có chỗ hơn người"
Nhưng mặt khác vì việc hợp tung liên hoành của Tô Tần và Trương Nghi chỉ có mục đích chủ yếu làm lợi cho bản thân nên Tư Mã Thiên còn nhận xét:
"Cả hai người ấy đều là những kẻ gian trá, nguy hiểm làm sao!"